# Dominique Dussault
Dominique Dussault (Paris, França, 1954) é uma cantora francesa.
Em 1970 representou o Mónaco no Festival Eurovisão da Canção com a canção "Marlène".

## Discografia

### Álbuns[2]
- Ave Maria (1969)
- Marlène (1970)
- Mains dans les poches (1982)

### Singles
- Églantine
- Le monsieur
- La nuit